# Wynonna Judd
Wynonna Judd é uma cantora de música country dos Estados Unidos e vencedora do grammy por cinco vezes e mais de 60 prêmios. É uma das maiores cantoras de música country da américa.

## Início da vida
Wynonna nasceu Christina Claire Ciminella em Ashland, Kentucky , em 30 de maio de 1964. [2] Ela foi dado o apelido Ciminella após Michael Ciminella, o homem que sua mãe rapidamente se casou depois de ter sido abandonada por seu namorado e pai biológico de Judd, Charles Jordan . Jordan morreu em 2000. Sua mais nova meia-irmã é a atriz Ashley Judd . Naomi e Ciminella mudou-se com as meninas para Los Angeles em 1968 e posteriormente se divorciaram em 1972. [2] Em 1976, Wynonna e Naomi estavam vivendo em Kentucky , onde Wynonna se inspirou na música country que sua mãe ouviu e aprendeu a tocar guitarra depois de receber um para o Natal. Os dois se mudou para Nashville, Tennessee , em 1979, em busca de uma carreira musical.

## The Judds
Wynonna e Naomi foram assinados a RCA Records em 1983, como o duo The Judds . Entre 1983 e 1991, a Judds mapeou 23 singles na Billboard Hot Singles País (agora Hot Country Songs ) gráficos, incluindo 14 Number Ones. Eles também gravou oito álbuns de estúdio e duas coletâneas Greatest Hits. Em sua carreira de seis anos, os Judds vendeu mais de 20 milhões de discos em todo o mundo e ganhou mais de 60 prêmios da indústria, incluindo cinco Grammy Awards , nove Country Music Association prêmios (sete deles consecutivos), e oito Billboard Music Awards. [3] Na época, eles foram a dupla mais vendido na música country e assim permaneceu até que foi eclipsado pela Brooks & Dunn na década de 1990. [2] Apesar de Wynonna cantou os vocais em todas as músicas da dupla, Naomi passou o duo. A relação mãe-filha sempre foi tumultuada, com Wynonna sempre atrasado e esquecido e Naomi ser crítico de sua filha.
A luta crônica da hepatite C Naomi forçado a se aposentar depois de uma turnê de despedida de 1991. Após a dupla se separou, Wynonna assinou contrato com a gravadora MCA em associação com registros Curb como um artista solo.

## Carreira solo

### 1992-1998: Sucesso inicial
Em 2 de abril de 1992, Wynonna realizado sozinho na televisão pela primeira vez no American Music Awards. Ela revelou " ela é sua única necessidade ", o primeiro single de seu auto-intitulado álbum de estréia solo. Este álbum, Wynonna , foi lançado em 1992 via MCA / Curb, sob a produção de Tony Brown . [4] "Ela é a sua única Need" foi número um na Billboard paradas de singles do país naquele ano, como fez depois do álbum de dois singles, " I Saw the Light "e" No One Else na Terra ", [2] o primeiro dos quais foi também a música número um país de 1992 de acordo com a Billboard Year-End . "Ela é a sua única Need" e "No One Else on Earth" também foram menores sucessos Adult Contemporary, eo último atingiu um pico de No. 83 na Billboard Hot 100 . " My Strongest Weakness ", último single do álbum, foi a No. 4 hit país. O álbum expedidos cinco milhões de cópias nos Estados Unidos, ganhando uma certificação de 5 × Multi-Platina da RIAA .
Seu segundo álbum, Tell Me Why , foi lançado pela MCA / Curb em 1993. [2] Além disso, um álbum de platina, foi responsável por cinco consecutivos Top Ten hits nas paradas do país: a faixa-título , "Only Love", " Is It Over Yet "," Rock Bottom "e" Meninas com guitarra ", que foi escrito por Mary Chapin Carpenter . "Tell Me Why" foi seu terceiro hit de crossover, chegando a No. 77 nas paradas pop e n º 24 nas paradas Adult Contemporary. Entre "Tell Me Why" e "Só Love", ela cantou os vocais de convidados Clint Black 's 1993 single " A Bad Adeus "(do álbum No Time to Kill ), que se tornou seu maior hit pop no No. 43. O sucesso dessa música levou a uma turnê chamada a turnê Black & Wy, com preto e Wynonna como headliners. [5]
Em 1994, ela também fez uma aparição no Lynyrd Skynyrd tributo álbum Skynyrd Frynds , no qual ela cobriu sua canção " Free Bird ". Ela também cantou os vocais dueto em cantor pop-cristão Michael Inglês 's single de estréia, "A Cura", que atingiu um pico de No. 120 nas paradas pop. Depois de "Meninas com guitarra" caiu a partir dos gráficos, Wynonna tornou-se o tema da publicidade negativa, como ela teve um filho fora do casamento. [2] Ela estava ausente das paradas do país para todos, de 1995, e em resposta ao feedback dos conservadores fãs se casou Arch Kelly, o pai de seu filho, em 1996. [2]
Revelations foi o título de seu terceiro álbum, lançado pela MCA / Curb em 1996. Também disco de platina, este álbum foi levado fora pelo seu quarto e último hit número um, o Mike Reid / Gary Burr co-escrever " To Be Loved by You ". Apesar de menor Adulto sucesso Contemporânea desta música, outros três singles do álbum não se saiu bem: [2] "Heaven Help My Heart" alcançou a posição n º 14, enquanto ambos "My Angel Is Here" e "Somebody to Love You" perdeu Top 40 completo.
Quarto e último álbum de Wynonna para MCA foi intitulado The Other Side . Ao contrário de seus álbuns anteriores país pop-oriented, este álbum focado em um mais de blues e som rock. [2] Foi lançado em 1997 e produziu quatro singles. O álbum não vendeu tão bem como ela três primeiros, no entanto, só ganhando uma certificação de ouro. Seus singles não foram tão bem sucedidos nas paradas, seja: apesar de " When Love Começa Talkin ' "e" Vem Alguns Rainy Day "chegou a No. 13 e No. 14, respectivamente," Always Will "ficou aquém do Top 40 e" Love Like That "tornou-se o primeiro single de sua carreira não para traçar a todos. Após o lançamento de um álbum de greatest hits chamada Coleção , Wynonna deixou MCA em favor da Mercury Records .

### 2000-2004: Sucesso no novo milênio
Em 2000, Wynonna decidiu reunir-se com sua mãe para uma turnê início no dia de Ano Novo. Um mês depois, Wynonna lançou seu quinto álbum solo, New Day Dawning . Este álbum, o primeiro de sua carreira, que Wynonna co-produzido, incluía um disco bônus com quatro músicas, intitulado Big Bang Boogie composto de quatro novas canções Judds. [2] New Day Dawning produziu os singles menor "Ninguém pode te amo ( como eu faço) "e" Going Nowhere ". "Stuck in Love", uma das músicas de Big Bang Boogie, também teve sucesso menor, chegando a No. 26.
O que o mundo precisa agora é de amor , lançado em agosto de 2003, foi o primeiro álbum de Wynonna para o Registros Asylum-Curb rótulo. Lead-off single " O que o mundo precisa "atingiu o Top 20 nas paradas do país, seguido pelo menor singles" Heaven Help Me "e" Voa na Manteiga (Você não pode voltar para casa) ", no n º 37 e N ° 33, respectivamente. Esta última canção, originalmente gravada por Lari White em seu álbum Stepping Stone , apresentado backing vocals de Naomi, e foi creditado nas paradas como "Wynonna com Naomi Judd" em vez do Judds. Judd teve sucesso na Hot Dance Airplay gráficos com um cover de Estrangeiro 's " I Wanna Know What Is Love ". Sua interpretação alcançou a posição n º 12 no gráfico que em 2005. [6] Também estão incluídos no que o mundo precisa agora é de amor foram duas músicas de trilhas sonoras: um cover do Elvis Presley hit " Burning Love ", que Wynonna gravado para o animado filme Lilo & Stitch , e "You Are", que foi incluído no filme Alguém Como Você , um filme estrelado por meia-irmã Ashley Judd.

### 2005 - presente: Novos rumos da carreira
Seu segundo lançamento para Asylum-Curb foi um pacote live CD / DVD chamado Her Story: Cenas de uma Vida , lançado em 2005. O álbum incluiu uma nova faixa de estúdio, "Attitude". Escrito por Wynonna e John Rich do Big & Rich , esta canção foi lançado como um single, chegando a No. 40 nas paradas do país. Um ano depois, ela lançou sua autobiografia, voltando para casa para mim mesmo, seguido por um álbum de Natal chamado Um Natal clássico . [2] Ela também cantou um dueto overdubbed com Elvis Presley no final de 2008, álbum Duets Natal .
Cante: Capítulo 1 , seu primeiro álbum de estúdio em seis anos, foi lançado em 03 de fevereiro de 2009. Este álbum é em grande parte composto por covers , com exceção da faixa-título, uma composição original por Rodney Crowell . Também reúne-la com produtores Brent Maher e Don Potter , que produziu todos os álbuns dos anos 1980 Judds. Lead-single deste álbum é " I Hear You Knocking ", um padrão de blues gravado pela primeira vez por Smiley Lewis . Em 09 de maio de 2009 um EP de sete músicas que contém remixes de dança da faixa-título foi lançado.
Wynonna e Naomi, também conhecido como o Judds, vai se reunir em 2010, que irá incluir um novo lançamento do álbum e turnê. O nome da turnê é "The Last Encore", que incluirá 18 shows.
Em 14 de setembro de 2010, o Judds apareceu no The Oprah Winfrey Show , onde Wynonna discutido "sua recente perda de peso, seu ano de viver perigosamente e como é voltar ao palco como parte do duo icónico, Os Judds". [7] Os Judds também se apresentou o seu novo single "I Will Stand By You", lançado 04 de outubro de 2010 .. "I Will Stand By You" foi lançado como a faixa-título de 2011 coletânea do Judd
Um novo single, "Love It Out Loud" foi lançado em maio de 2011. Em 27 de novembro de 2011 Wynonna estreou sua nova banda "Wynonna & The Big Noise", em Nashville, TN em terceiro e Lindsley. Um novo álbum está programado para ser lançado no início de 2013

## Televisão
Judd forneceu a voz do rock star Molly Cule no desenho animado The Magic School Bus (Atende Molly Cule). Durante a quinta temporada de Touched by an Angel , Judd estrelou como um cantor cujo filho estava morrendo de fibrose cística. No ano de 2005 Judd era um ator convidado na série Hope & Faith no episódio "Wife Swap: Parte 1 e Parte 2", onde ela interpretou a média e rica Cynthia. Em 2007, Wynonna estrelou um evento especial de televisão na NBC honrar sua carreira de 23 anos intitulado "Wynonna: A Tribute on Ice", que contou com campeões de patinagem como Kimmie Meissner e Brian Boitano. Ambos Wynonna e Naomi realizada nesta especial. Além disso, em 2007, Wynonna sediou a quarta temporada da rede dos EUA Nashville Star. [3] Ela também apareceu como ela mesma na NBC comédia Kath & Kim . Em agosto de 2009, ela estrelou como ela mesma no 10 º aniversário de Quem Quer Ser um Milionário com Regis Philbin para Mochila Ministérios. [8] Em maio de 2010, ela estrelou como ela mesma em Army Wives da Lifetime.

### Dancing with the Stars
Wynonna era um concorrente na temporada 16 de Dancing with the Stars . Ela foi uma parceria com o all-star temporada campeão Tony Dovolani . [9] Ela e Tony Dovolani foram o primeiro casal eliminado em 2 de abril, mas segundo a sair, por causa de Dorothy Hamill lesão 's.
```
  Prêmios e indicações
```

Wynonna venceu o ACM Female Artist of the Year em 1994. Não estar presente na cerimônia, sua mãe Naomi aceitou o prêmio em nome de Wynonna.
Em 2007, Wynonna foi presenteado com uma estrela no City Walk of Fame Music. [10]
Em 2005, ela recebeu o USO Merit Award 's para o serviço a todas as divisões da Forças Armadas dos Estados Unidos [11] e uma parceria com a Habitat for Humanity para gravar "Heart of America", com Michael McDonald e Eric Benet, que por sua vez, ajudaram a levantar mais de US $ 90 milhões para vítimas de desastres naturais para a Costa do Golfo. Ela continua a chamar a atenção para a emergência global de AIDS em seu quarto ano como embaixador dos Estados Unidos para YouthAIDS. [12

## Interesses adicionais
Em 7 de junho de 2008, Wynonna sentou para uma conversa Internet ao vivo para seus fãs, no qual ela foi questionado apresentados durante a sessão. Mais de 6.000 fãs se inscreveu em um período cinco minutos fazendo com que o servidor deixe de funcionar. Um total de 18 mil fãs, eventualmente registrados para assistir de Wynonna chat ao vivo via stickam.com . [13] Ela também emprestou sua voz para um documentário da música internacional na rádio BBC sobre Stevie Wonder . [14] Em 2009, ela também se tornou o porta-voz da alli, o único aprovado pelo FDA do produto a perda de peso over-the-counter, que apresenta o artista em uma campanha de marketing nacional. [15]

## Vida pessoal
Wynonna conheceu Arch Kelley III, em 1993, e seu filho Elijah Judd nasceu em 23 de dezembro de 1994, em Nashville por C-seção . Casou-se com Kelley em 21 de janeiro de 1996, quando ela estava grávida de quatro meses de seu segundo filho. [2] Sua filha Graça Pauline nasceu em 21 de junho de 1996. Kelley era um observador, em vez de um participante na fama de sua esposa e se sentiu fora de lugar em seu mundo. [ carece de fontes? ] Estabeleceu-se no papel de dono de casa em seu 500 acres (2,0 km 2) fazenda nos arredores de Nashville. Eles se divorciaram em 1998.
O segundo marido de Wynonna era seu ex-guarda-costas DR Roach, com quem se casou em 22 de novembro de 2003, em Tennessee. Em 22 de março de 2007, Roach foi preso por agressão sexual de uma criança com idade inferior a 13; Judd pediu o divórcio, cinco dias depois. [16]
Em novembro de 2003, apenas duas semanas antes de sua detenção por dirigir bêbada, Wynonna gravou uma aparição de um episódio de The Oprah Winfrey Show discutir o que ela descreveu como uma dependência "grave" na comida. [17] O episódio foi ao ar em fevereiro de 2004. Judd estava trabalhando com o show em um esforço para perder uma quantidade significativa de peso e chegar à raiz de sua dependência. Em setembro de 2005, Wynonna fez uma segunda aparição no programa, discutindo como ela tinha perdido um pouco de peso, tinha remendado relações com sua mãe e com o homem que ela considera "o pai", Michael Ciminella, de quem ela havia sido afastados por quase uma década.
Wynonna era também um juiz da 6 ª anual Independent Music Awards para apoiar as carreiras dos artistas independentes. [18]
Em 21 de julho de 2010, Judd, juntamente com a sua filha e gerente de turnê foram envolvidos em uma colisão frontal em Salt Lake City , Utah, a caminho de um restaurante de sushi. Os três foram levados para um hospital, onde seus ferimentos foram tratados, e os três foram liberados à meia-noite naquela noite. [19]
Em 24 dezembro de 2011 Judd ficou noiva de seu namorado, o músico Cactus Moser, mais conhecido como o baterista da Highway 101 . [20] Ela se casou com ele em 10 de junho de 2012 em sua casa em garfos de Leiper, Tennessee . [21]
Em 19 de agosto de 2012 Judd anunciou que estava adiando concertos agendados no Canadá na próxima semana após Moser ficou ferido em um acidente de moto em Dakota do Sul . Moser estava no EUA Route 16 nas Black Hills no dia anterior, quando ele cruzou a linha central e atingiu um carro. Este acidente resultou na perna esquerda sendo amputada acima do joelho. [22] [23]

## Discografia

### Álbuns de estúdio
1992: Wynonna
1993: Tell Me Why
1996: Revelations
1997: The Other Side
2000: New Day Dawning
2003: O que o mundo precisa agora é amor
2009: Cante: Capítulo 1
Compilações
1997: Coleção
2005: Sua História: Cenas de uma Vida
2010: O amor cura
Álbuns de férias
2006: Um Natal clássico

### Trilhas sonoras
1996: The Associate